# Kwintus Cecyliusz Metellus Nepos Starszy
Quintus Caecilius Metellus Nepos (ur. ok. 135 p.n.e. – zm. ok. 55 p.n.e.) – konsul, członek wpływowego plebejskiego rodu rzymskiego Cecyliuszy
Syn Kwintusa Cecyliusza Metellusa Balearyjskiego, konsula w 123 p.n.e., a najstarszy wnuk Kwintusa Cecyliusza Metellusa Macedońskiego, stąd przydomek (agnomen) wnuk (nepos). W 98 p.n.e. został konsulem razem z Tytusem Didiuszem. Byli autorami ustawy (Lex Caecilia Didia) regulującej proces ustawodawczy: po pierwsze wprowadzała minimalny okres pomiędzy zgłoszeniem propozycji a jej głosowaniem, po drugie zabraniała regulowania w jednym akcie prawnym niezwiązanych ze sobą kwestii.
Historycy przez długi czas uważali, że był rodzonym ojcem Kwintusa Cecyliusza Metellusa Neposa, konsula 57 p.n.e. i Kwintusa Cecyliusza Metellusa Celera, konsula 60 p.n.e., który został adoptowany przez Kwintusa Cecyliusza Metellusa Celera, trybuna ludowego w 90 p.n.e. Dopiero T. P. Wiseman w swoim artykule pokazał, że było odwrotnie: Nepos Starszy nie miał rodzonych dzieci, i żeby kontynuować najstarszą linię Cecyliuszy, adoptował młodszego syna swojego brata stryjecznego, Celera trybuna 90 p.n.e.